# Kostel svatého Šimona a Judy (Mokra)
Kostel svatého Šimona a Judy Tadeáše (polsky: Kościół św. Szymona i św. Judy Tadeusza) je dřevěný filiální kostel z roku 1708 v obci Mokra v gmině Miendźno okrese Kłobuck ve Slezském vojvodství v Polsku. Náleží farnosti svatého Šimona a Judy Tadeáše děkanátu miendźnovském v arcidiecézi čenstochovské. Kostel je veden v seznamu kulturních památek Slezského vojvodství pod číslem A-61/78 ze dne 17. února 1978 a je součástí Stezky dřevěné architektury ve Slezském vojvodství čenstochovský okruh.

## Historie
Votivní kaple byla postavena v roce 1708 z nadace kněze Ksawera Lisowieckého. V kapli se konala pouze jedna mše až do roku 1836, kdy biskup Jan Koźmin udělil kostelu dva odpusty na počest Nejsvětější Trojice a na počest svatých Šimona a Judy Tadeáše. Od té doby se konaly každoročně dvě mše svaté. V roce 1836 byla vesnice Mokra připojena k farnosti Miendźno. Od padesátých let 20. století byly konány mše svaté každou neděli. Dne 18. března 1981 byla ustanovena farnost v obci  Mokra a kostel začal plnit funkci farního kostela. V roce 2003 byl postaven a vysvěcen nový farní kostel a dřevěný kostel se stal filiálním s několika bohoslužbami v roce.
Dne 1. září 1939 v blízkosti kostela proběhla bitva mezi Wołyńskou brigádou kavalérie a německou 4. pancéřovou divizí. Kolem kostela byli pochováni němečtí vojáci (později přeneseni do jiných hrobů). V roce 2002 Byla u kostela postavena zvonice se zvonem Míru (Pokoju), který dotovali němečtí váleční veteráni bojující v roce 1939 u obce Mokra. Hřbitov je součástí kulturní památky.
Areál kostela je oplocený. Kolem kostela rostou duby a přibližně tři sta let staré lípy.

## Architektura
Kostel je dřevěná roubená orientovaná jednolodní stavba s trojbokým závěrem (kněžištěm) a šalovaný deskami. Loď má půdorys bližší čtverci, kněžiště je užší než loď a má na severní straně přistavěnou pravoúhlou sakristii. Dvou hřebenová sedlová střecha je krytá šindelem nad kněžištěm zvalbenou. Na rozhraní hřebenů střech nad lodí je barokní sanktusník. Prolomená okna v lodi a kněžišti jsou pravoúhlá.
V interiéru je malá kruchta s jednoduchým parapetem, strop je plochý. Ambon a hlavní novobarokní oltář s postavami svatého apoštola Matěje a Jakuba mladšího pochází z první poloviny 19. století. Sponový trám ve vítězném oblouku nese skupinu Ukřižování (desková polychromie) a datum 1708.

## Galerie

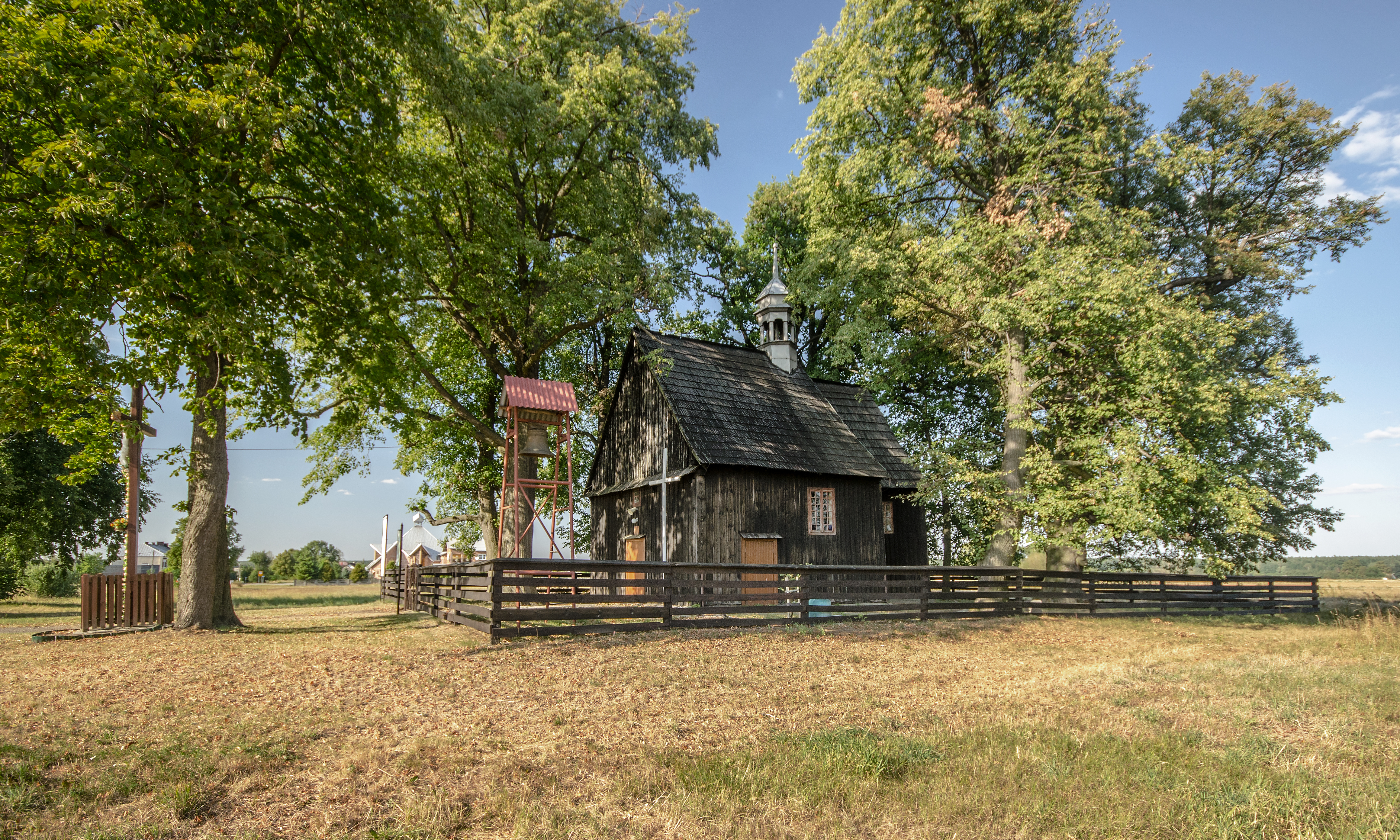
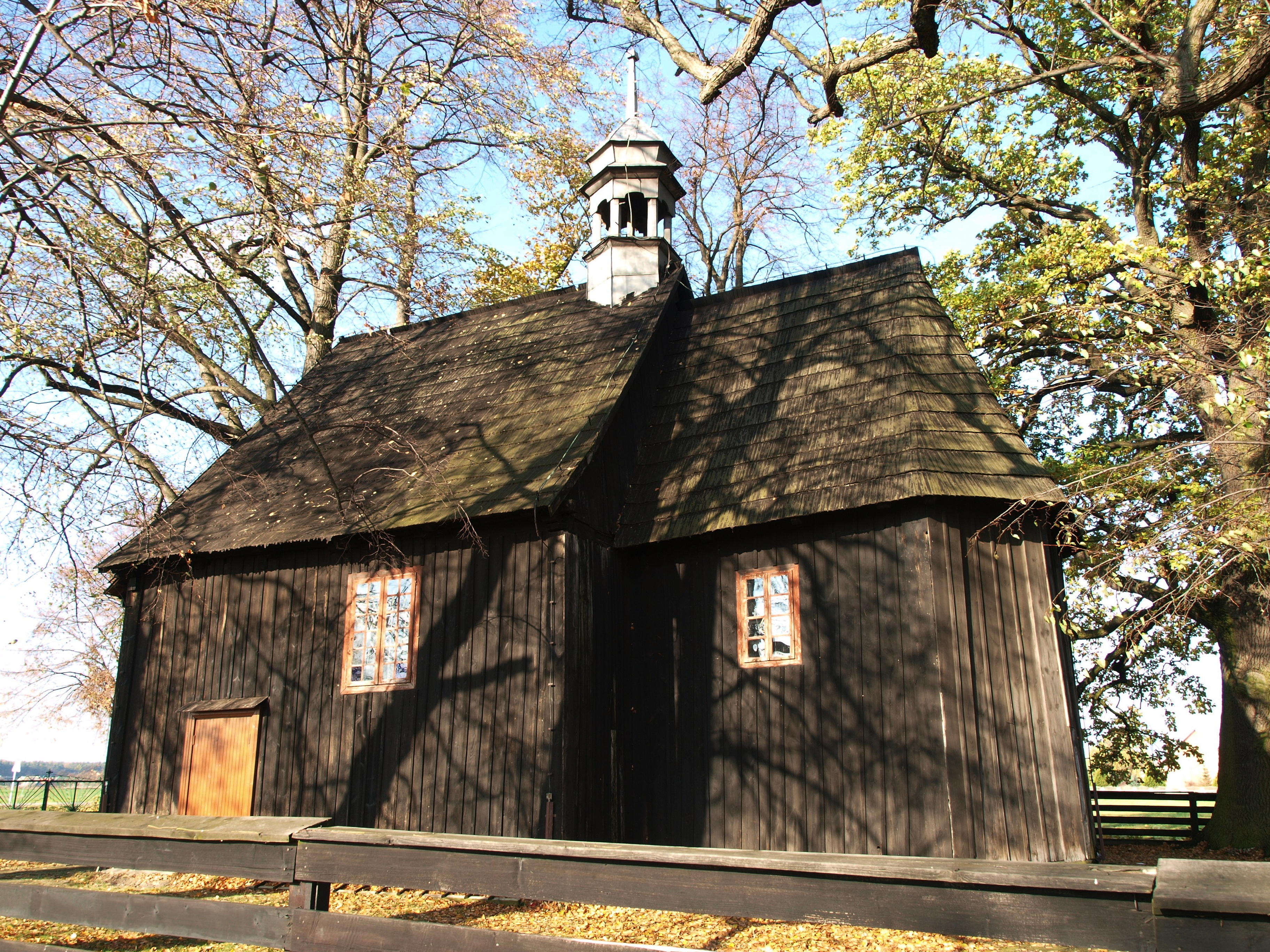
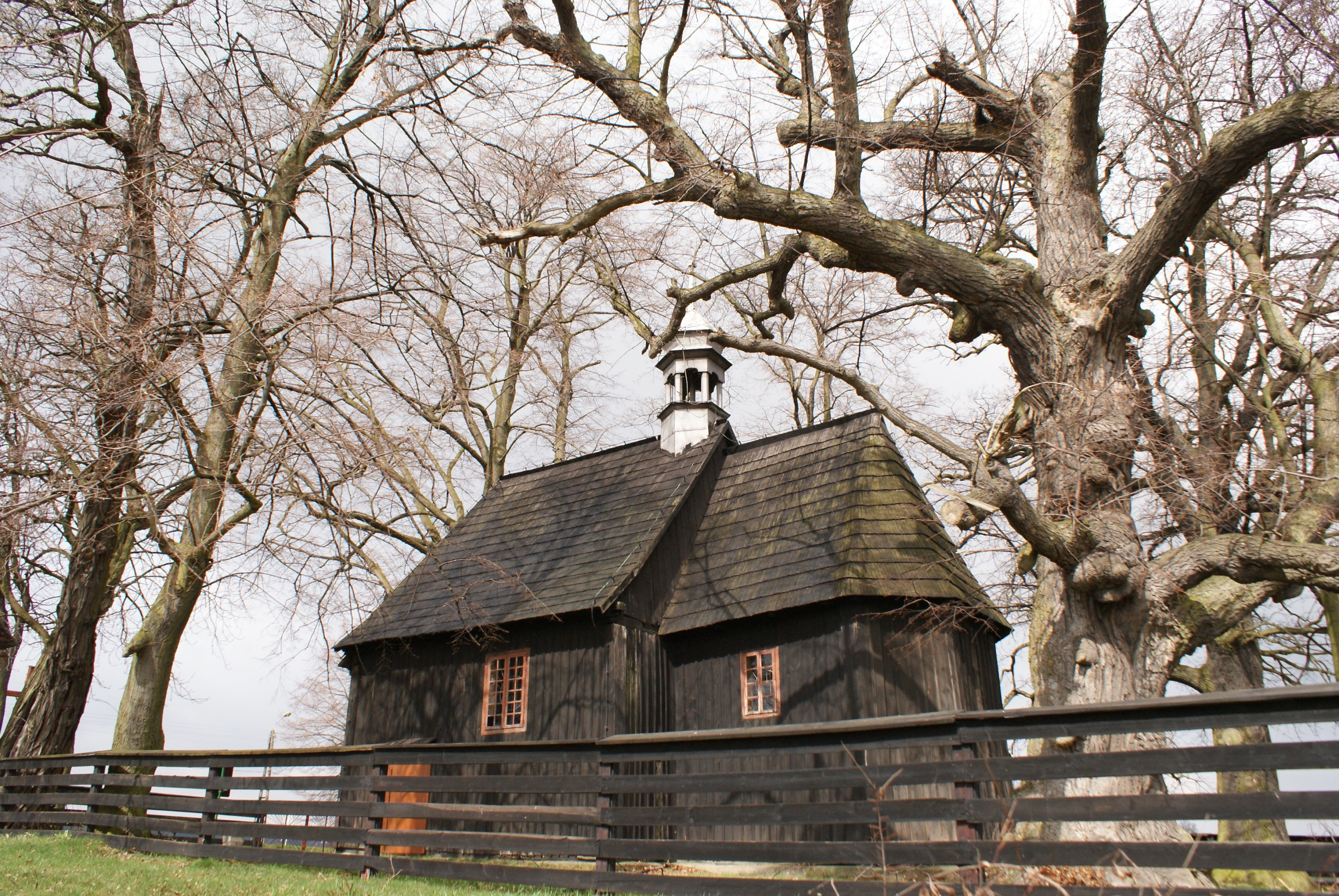